# Kiki Picasso
Kiki Picasso (1956), pseudoniem van Christian Chapiron, is een Frans grafisch ontwerper, schilder en videokunstenaar. 

## Publicaties
Picasso is medeoprichter van het avant-garde grafisch ontwerpcollectief Bazooka dat vooral actief was tussen 1974 en 1978. Hij maakte covers en illustraties voor onder meer het Franse Libération. Hij ontwierp albumomslagen voor meerdere artiesten, waaronder James Chance. Halverwege de jaren 90 werd Picasso artdirector van het activistische blad Maintenant. 
Samen met Loulou Picasso schreef hij het in 2010 verschenen boek Improvised Explosive Device. 

## Ontwerpen
Hij maakte tevens horlogeontwerpen voor Swatch (Dutch edition, 2007), en ontwierp een postzegel voor het Franse La Poste in 2005. 

## Film
Picasso is de vader van filmregisseur en -producent Kim Chapiron, met wie hij het script voor de film Sheitan schreef.